# Yūji Hironaga
Yūji Hironaga (廣長 優志 Hironaga Yūji?,  nacido el 25 de julio de 1975 en Osaka) es un exfutbolista japonés que se desempeñaba como centrocampista.
Yūji Hironaga fue elegido para integrar la selección de fútbol sub-23 del Japón para los Juegos Olímpicos de Verano de 1996.

## Trayectoria

### Clubes
| Club         | País  | Año         |
| ------------ | ----- | ----------- |
| Tokyo Verdy  | Japón | 1994 - 2001 |
| Gamba Osaka  | Japón | 1998 - 1999 |
| Yokohama FC  | Japón | 2002        |
| Cerezo Osaka | Japón | 2003 - 2004 |